# レイ・カー
レイモンド・アレクサンダー・カー（Raymond Alexander Kerr、1994年9月10日 - ）は、アメリカ合衆国カリフォルニア州サクラメント出身のプロ野球選手（投手）。左投左打。MLBのアトランタ・ブレーブス傘下所属。

## 経歴

### プロ入り前
ネバダ州のハグ高校を卒業して、メンドシナ大学とラッセン大学で大学野球をプレーした。速球の球速は、93mph（約150km/h）に達していた。

### プロ入りとマリナーズ傘下時代
2017年8月24日にドラフト外でシアトル・マリナーズと契約した。
2018年にA級のクリントン・ランバーキングスでプロデビューを果たした。25試合に先発して5勝11敗、防御率4.28を記録した。 
2019年は、A+級のモデスト・ナッツとAAA級のタコマ・レイニアーズでプレーした。2チームの合計で36試合に登板して、4勝7敗、防御率3.82の成績を残した。
2020年は、新型コロナウイルスの影響でマイナーリーグの試合が開催されなかったため、プレーしなかった。
2021年は、AA級のアーカンソー・トラベラーズとAAA級のレイニアーズでプレーした。36試合に登板して2勝1敗、防御率3.18を記録した。11月19日にルール・ファイブ・ドラフトでの指名を防ぐためにロースターに追加された。

### パドレス時代
2021年11月27日にアダム・フレイジャーとのトレードで、コーリー・ロジアーと共にサンディエゴ・パドレスに移籍した。
2022年は、開幕をAAA級のエルパソ・チワワズで迎えた。4月22日にピアース・ジョンソンの故障者リスト入りの伴い、メジャーに昇格した。4月24日にメジャー初登板を果たした。

### ブレーブス時代
2023年12月15日にドリュー・キャンベルとの交換で、マット・カーペンター及び金銭とともにアトランタ・ブレーブスにトレード移籍した。
2024年6月24日にトミー・ジョン手術を受けた為、残りのシーズンを全休した。オフの11月22日に一度はノンテンダーFAとなったが、26日にロイバー・サリナスと共にマイナー契約で再契約を結び、翌27日にAAA級グウィネット・ストライパーズに配属された。

## 詳細情報

### 年度別投手成績
| 年 度    | 球 団    | 登 板 | 先 発 | 完 投 | 完 封 | 無 四 球 | 勝 利 | 敗 戦 | セ 丨 ブ | ホ 丨 ル ド | 勝 率 | 打 者 | 投 球 回 | 被 安 打 | 被 本 塁 打 | 与 四 球 | 敬 遠 | 与 死 球 | 奪 三 振 | 暴 投 | ボ 丨 ク | 失 点 | 自 責 点 | 防 御 率 | W H I P |
| -------- | -------- | ----- | ----- | ----- | ----- | -------- | ----- | ----- | -------- | ----------- | ----- | ----- | -------- | -------- | ----------- | -------- | ----- | -------- | -------- | ----- | -------- | ----- | -------- | -------- | ------- |
| 2022     | SD       | 7     | 0     | 0     | 0     | 0        | 0     | 0     | 0        | 0           | ----- | 21    | 5.0      | 3        | 1           | 4        | 0     | 0        | 3        | 1     | 0        | 5     | 5        | 9.00     | 1.40    |
| 2023     | SD       | 22    | 0     | 0     | 0     | 0        | 1     | 1     | 0        | 0           | .500  | 114   | 27.0     | 25       | 5           | 9        | 1     | 1        | 35       | 1     | 0        | 15    | 13       | 4.33     | 1.26    |
| 2024     | ATL      | 10    | 2     | 0     | 0     | 0        | 1     | 2     | 0        | 0           | .333  | 103   | 22.1     | 29       | 4           | 7        | 0     | 3        | 27       | 2     | 0        | 14    | 14       | 5.64     | 1.61    |
| MLB：3年 | MLB：3年 | 39    | 2     | 0     | 0     | 0        | 2     | 3     | 0        | 0           | .400  | 238   | 54.1     | 57       | 10          | 20       | 1     | 4        | 65       | 4     | 0        | 34    | 32       | 5.30     | 1.42    |

- 2024年度シーズン終了時

### 年度別守備成績
| 年 度 | 球 団 | 投手（P） | 投手（P） | 投手（P） | 投手（P） | 投手（P） | 投手（P） |
| 年 度 | 球 団 | 試 合     | 刺 殺     | 補 殺     | 失 策     | 併 殺     | 守 備 率  |
| ----- | ----- | --------- | --------- | --------- | --------- | --------- | --------- |
| 2022  | SD    | 7         | 0         | 1         | 0         | 0         | 1.000     |
| 2023  | SD    | 22        | 2         | 3         | 0         | 0         | 1.000     |
| MLB   | MLB   | 29        | 2         | 4         | 0         | 0         | 1.000     |

- 2023年度シーズン終了時

### 背番号
- 56（2022年 - 2023年）
- 58（2024年）